# Estado capitalista
O estado capitalista é o estado, suas funções e a forma de organização que assume nos sistemas socioeconômicos capitalistas. Esse conceito é freqüentemente usado de forma intercambiável com o conceito de estado moderno, embora, apesar de suas funções comuns, existam muitas diferenças reconhecidas nas características sociológicas entre os estados capitalistas.
As principais funções do Estado capitalista são fornecer um quadro jurídico e infra-estrutural propício estrutura para negócios da empresa e da acumulação de capital. Existem diferentes teorias normativas sobre a função necessária e apropriada do Estado em uma economia capitalista, com os defensores do laissez-faire favorecendo um estado limitado à provisão de bens públicos e salvaguardando os direitos de propriedade privada, enquanto os defensores do intervencionismo enfatizam a importância da regulação, intervenção e estabilização macroeconômica por proporcionar um ambiente favorável para a acumulação de capital e negócios.
Para Karl Marx, o estado capitalista é entendido como um reflexo da base econômica da sociedade capitalista, com sua função principal refletindo as necessidades da economia capitalista. Isso envolve criar a estrutura legal e de infraestrutura (a superestrutura) que facilita o capitalismo, bem como equilibrar as necessidades das várias classes para garantir a perpetuação do capitalismo. Isso envolve tentativas de salvaguardar a política estatal de beneficiar capitalistas ou firmas específicas às custas da burguesia como um todo. Por isso, Marx descreveu a função do executivo de um estado capitalista como "nada além de um comitê para administrar os assuntos comuns de toda a burguesia". Especificamente, na visão de Marx, o estado capitalista existe necessariamente para servir aos interesses dos capitalistas (denominados burguesia), não como defeito, mas como uma característica necessária do capitalismo.
Assim, os pensadores da tradição marxista costumam se referir ao estado capitalista como a ditadura da burguesia. Os pensadores da tradição marxista instrumental enfatizam o papel dos formuladores de políticas e elites políticas que compartilham uma base comum de negócios ou de classe, levando a suas decisões que refletem seu interesse de classe. Isso se diferencia das noções mais contemporâneas de captura estatal por interesses comerciais específicos em benefício desses negócios específicos e não da classe dominante ou sistema capitalista como um todo, que é referido de várias formas como capitalismo piedoso ou corporatocracia.